# Kolonia Renerowska
Kolonia Renerowska (niem. Rennersdorf) –  przysiółek wsi Rudy, w Polsce, w województwie śląskim, w powiecie raciborskim, w gminie Kuźnia Raciborska.
Kolonia Renerowska powstała 4 listopada 1776 r., jej założycielem był opat rudzki August Renner. Bezpośrednią przyczyną powstania osady, była deklaracja króla Prus Fryderyka zwanego Wielkim o zaludnieniu terenów o małym zagęszczeniu lub zacofane gospodarczo.
W 1781 r. w Kolonii Renerowskiej było 25 nowych zagród. W 1782 r. zakon został zobligowany do wybudowania jeszcze 6 zagród, które miały być przeznaczone dla inwalidów wojennych, którzy uczestniczyli w wojnach śląskich. W 1819 r. liczba mieszkańców wynosiła 141 osób.
1 kwietnia 1937 zniesiona jako samodzielna gmina jednostkowa Rennersdorf i włączona do gminy Rudy (Groß Rauden).